# Modelo de Harris-Todaro
El modelo de Harris-Todaro, que lleva el nombre de John R. Harris y Michael Todaro, es un modelo económico desarrollado en 1970 y utilizado en economía del desarrollo y economía del bienestar para explicar algunos de los problemas relacionados con la migración rural-urbana. La suposición principal del modelo es que la decisión de migración se basa en los diferenciales de ingresos esperados entre las zonas rurales y urbanas, y no solo en los diferenciales salariales. Esto implica que la migración rural-urbana en un contexto de alto desempleo urbano puede ser económicamente racional si el ingreso urbano esperado excede el ingreso rural esperado.

## Descripción general
En el modelo, se alcanza un equilibrio cuando el salario esperado en las áreas urbanas (salario real ajustado por la tasa de desempleo ) es igual al producto marginal de un trabajador agrícola. El modelo supone que el desempleo es inexistente en el sector agrícola rural. También se supone que la producción agrícola rural y el mercado laboral posterior son perfectamente competitivos . Como resultado, el salario rural agrícola es igual a la productividad marginal agrícola. En equilibrio, la tasa de migración del campo a la ciudad será cero ya que el ingreso rural esperado es igual al ingreso urbano esperado. Sin embargo, en este equilibrio habrá un desempleo positivo en el sector urbano. El modelo explica la migración interna en China ya que se ha demostrado que la brecha de ingresos regional es un impulso primario de la migración rural-urbana, mientras que el desempleo urbano es la principal preocupación de los gobiernos locales en muchas ciudades.

## Formalización matemática
La declaración formal de la condición de equilibrio del modelo Harris-Todaro es la siguiente:
- Sea wr la tasa salarial (productividad marginal del trabajo) en el sector agrícola rural.
- Supongamos que le es el número total de empleos disponibles en el sector urbano, que debería ser igual al número de trabajadores urbanos empleados.
- Sea lus el número total de personas en busca de empleo, empleadas y desempleadas, en el sector urbano.
- Sea wu la tasa salarial en el sector urbano, que posiblemente podría ser establecida por el gobierno con una ley de salario mínimo.

La migración rural a la urbana tendrá lugar si:
{\displaystyle \ w_{r}<{\frac {l_{e}}{l_{us}}}w_{u}}
Por el contrario, la migración urbana a rural ocurrirá si:
{\displaystyle \ w_{r}>{\frac {l_{e}}{l_{us}}}w_{u}}
En equilibrio, 
{\displaystyle \ w_{r}={\frac {l_{e}}{l_{us}}}w_{u}}
Con el emparejamiento aleatorio de los trabajadores con los puestos de trabajo disponibles, la proporción de empleos disponibles respecto del total de solicitantes de empleo da la probabilidad de que cualquier persona que se muda del sector agrícola al sector urbano pueda encontrar un empleo. Como resultado, en equilibrio, la tasa salarial agrícola es igual a la tasa salarial urbana esperada, que es el salario urbano multiplicado por la tasa de empleo.

## Conclusiones
Por lo tanto, la migración de las áreas rurales a las urbanas aumentará si:
- Los salarios urbanos (wu)  aumentan en el sector urbano (le), aumentando el ingreso urbano esperado.

- La productividad agrícola disminuye, disminuyendo la productividad marginal y los salarios en el sector agrícola (wr), disminuyendo el ingreso rural esperado.

La migración rural a la urbana provoca hacinamiento y desempleo en las ciudades, ya que las tasas de migración superan las tasas de creación de empleos urbanos, y muchas personas terminan en empleos improductivos o subproductivos en el sector informal. Sin embargo, a pesar de que esta migración crea desempleo e induce el crecimiento del sector informal, este comportamiento es económicamente racional y maximiza la utilidad en el contexto del modelo de Harris-Todaro. Siempre que los agentes económicos migratorios tengan información completa y precisa sobre las tasas salariales rurales y urbanas y las probabilidades de obtener un empleo, tomarán la decisión de maximizar el ingreso esperado.